# Sint Jansteen-, Wildelanden- en Ferdinanduspolders
De Sint Jansteen-, Wildelanden- en Ferdinanduspolders is een poldercomplex in het zuidwesten van de gemeente Hulst.
Het complex bestaat voor een belangrijk deel uit hooggelegen polders. De polders zijn:
- Sint Jansteenpolder
- Wildelandenpolder
- Riedepolder
- Oude Karnemelkpolder
- Nieuwe Karnemelkpolder
- Groot- of Oud-Ferdinanduspolder
- Klein- of Nieuw-Ferdinanduspolder

De dorpen Sint Jansteen, Heikant en Koewacht bevinden zich binnen deze polders.